# Émile Jacques Gilbert
Émile Jacques Gilbert (* 4. September 1793 in Paris; † 25. Oktober 1874 ebenda) war ein französischer Architekt.
Gilbert studierte Architektur an der École nationale supérieure des beaux-arts de Paris. 1822 gewann er den renommierten Rompreis der französischen Akademie. Nach seiner Rückkehr nach Paris 1828 wurde ihm die Bauaufsicht für diverse öffentliche Bauten übertragen. Zu seinen bekanntesten Bauwerken gehört das Hospital von Charenton-le-Pont sowie das Hôtel-Dieu in Paris.
1853 wurde Gilbert zum Mitglied der Académie des Beaux-Arts gewählt.
| Personendaten    | Personendaten           |
| ---------------- | ----------------------- |
| NAME             | Gilbert, Émile Jacques  |
| KURZBESCHREIBUNG | französischer Architekt |
| GEBURTSDATUM     | 4. September 1793       |
| GEBURTSORT       | Paris                   |
| STERBEDATUM      | 25. Oktober 1874        |
| STERBEORT        | Paris                   |